# Дощові ліси Хальмахери
Дощові ліси Хальмахери (ідентифікатор WWF: AA0106) — австралазійський екорегіон тропічних та субтропічних вологих широколистяних лісів, розташований на Молуккських островах.

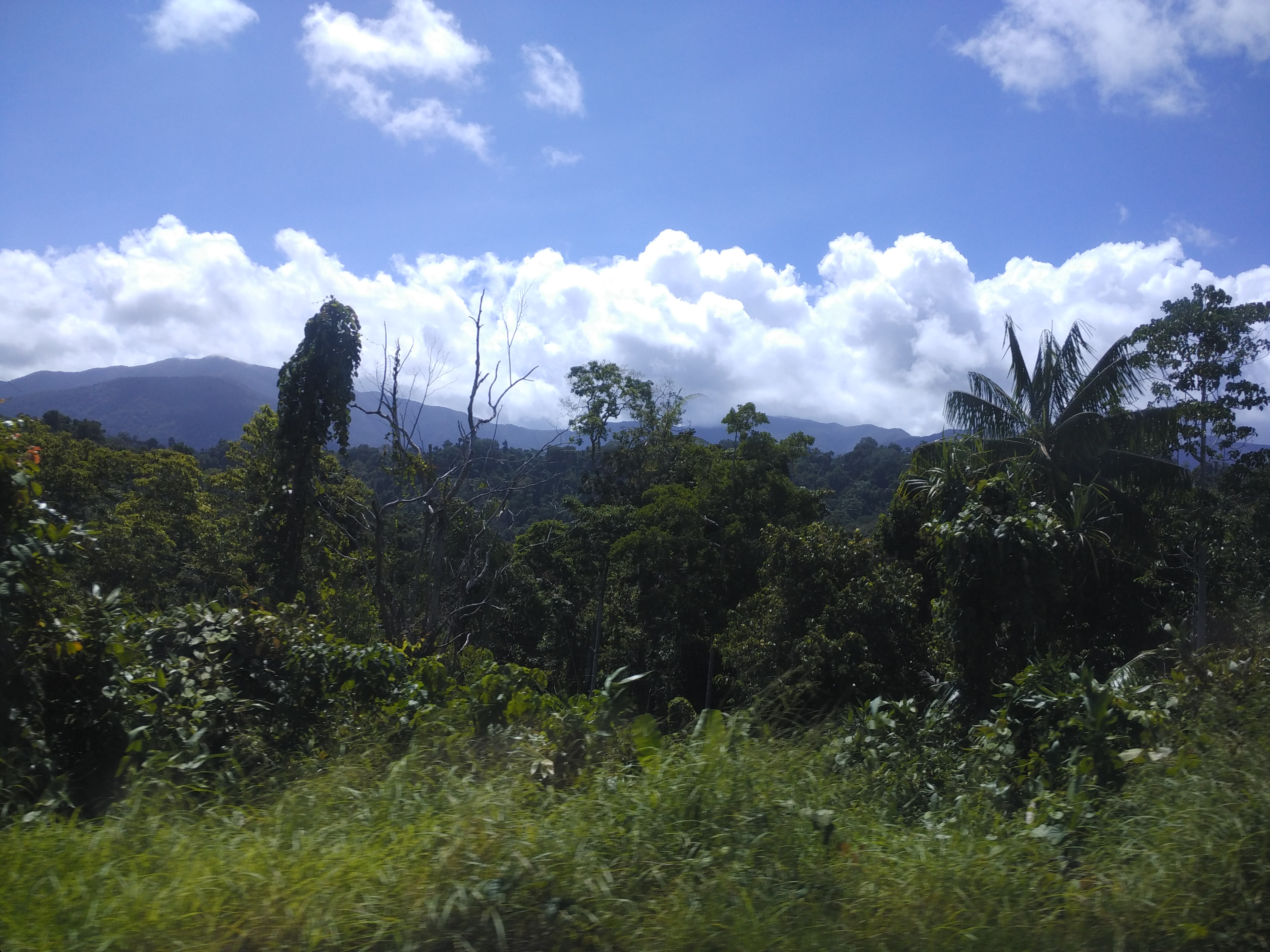
Ландшафт Національного парку Акетаджаве-Лолобата

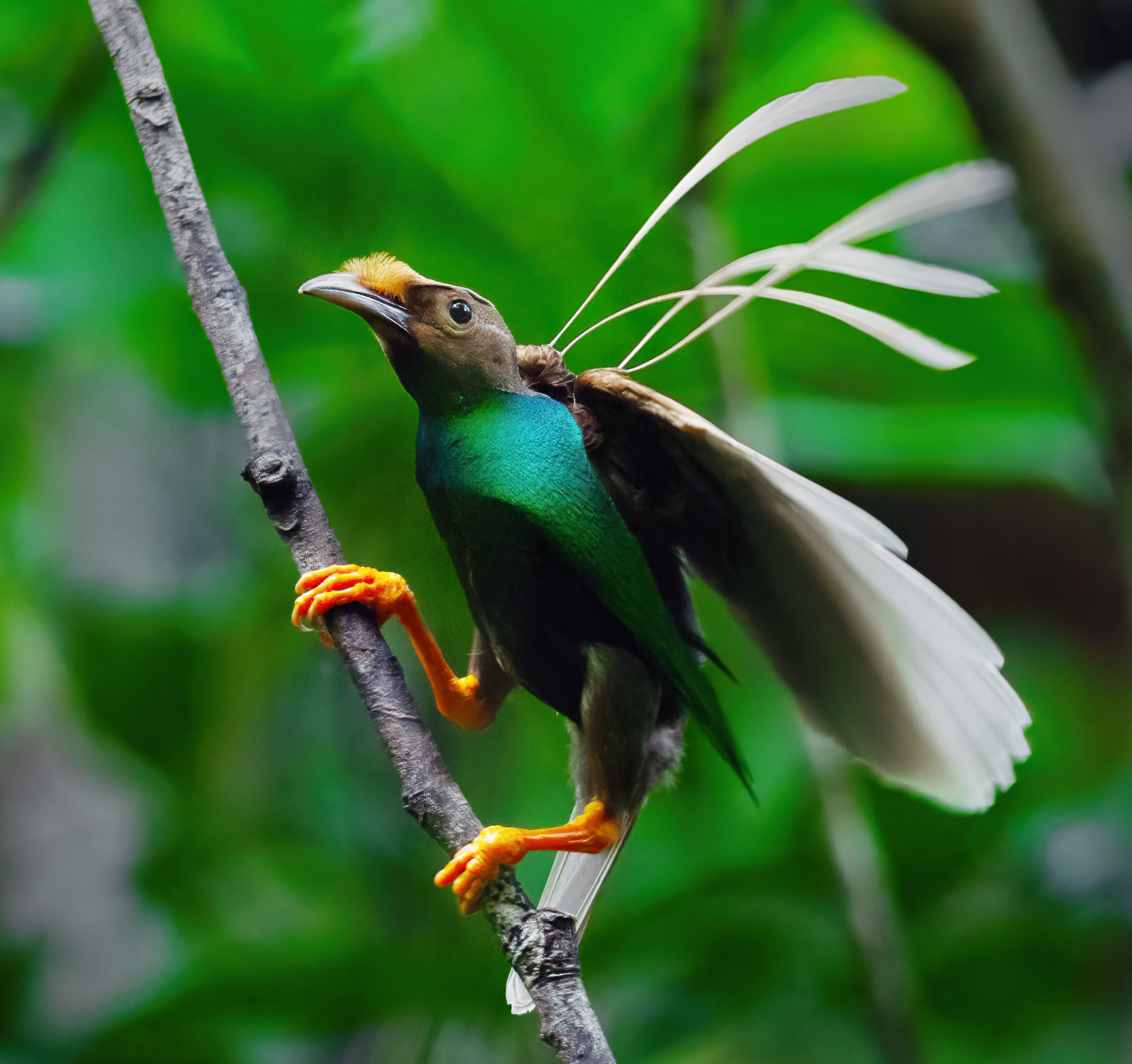
Вимпельник (Semioptera wallacii)

## Географія
Екорегіон дощових лісів Хальмахери охоплює північну частину Молуккського архіпелагу, розташованого на схід від Сулавесі та на захід від Нової Гвінеї. Він включає острів Хальмахера площею 17 780 км², найбільший острів Молуккського архіпелагу, а також багато сусідніх островів, зокрема острів Моротаї, розташований північніше, острови Тернате, Тідоре, Касірута і Бачан, розташовані західніше, острови Обі, розташовані південніше, та острів Гебе, розташований східніше. Із заходу Хальмахера омивається Молуккським морем, зі сходу — Хальмахерським морем, з півдня — Серамським морем, а з півночі і північного сходу — Тихим океаном. Острови регіону мають переважно гористий рельєф. Найвищою вершиною Хальмахери є діючий вулкан Гамконора заввишки 1650 м.
З геологічної точки зору Північні Молуккські острови є дуже складною сумішшю внутрішніх та зовнішніх вулканічних острівних дуг, піднятих коралових рифів та фрагментів континентальної кори. Хальмахера утворилася внаслідок зіткнення двох островів приблизно 1-2 мільйони років тому. Східна половина острова раніше була частиною зовнішньої дуги Філіппінської плити і складається з осадових та інтрузивних магматичних порід. Західна половина Хальмахери та острів Моротаї були частиною внутрішньої дуги і складаються з вулканічних порід. Бачан утворився в результаті зіткнення внутрішньої вулканічної острівної дуги та деяких фрагментів континентальної кори.
Північні Молуккські острови є частиною біогеографічного регіону Воллесії, який є частиною Австралазійської біогеографічної області, але ніколи не сполучався ні з Азією, ні з Австралією. Його флора і фауна характеризуються поєднанням азійських та австралійських елементів, а також включають багато ендемічних видів, які еволюціонували в ізоляції. Східний кордон екорегіону проходить по лінії Лідеккера, яка відмежовує острови Воллесії від островів, що лежать на континентальному шельфі Австралії та Нової Гвінеї, які під час останнього льодовикового періоду, коли рівень Світового океану був більш ніж на 100 м нижчим, ніж зараз, об'єднувалися у один материк Сахул.

## Клімат
В межах екорегіону переважає екваторіальний клімат (Af за класифікацією кліматів Кеппена). Середньорічна кількість опадів в екорегіоні перевищує 2000 мм.

## Флора
Основними рослинними угрупованнями екорегіону є тропічні вічнозелені та напіввічнозелені дощові ліси. У цих лісах поширені представники родини діптерокарпових (Dipterocarpaceae), зокрема ладанні анісоптери (Anisoptera thurifera), купчасті хопеї (Hopea gregaria), іріанські хопеї (Hopea iriana), новогвінейські хопеї (Hopea novoguineensis), ассамські антошореї (Anthoshorea assamica), гірські антошореї (Anthoshorea montigena), суланські шореї (Shorea selanica) та звичайні ресаки (Vatica rassak). Вулканічні ґрунти створюють оптимальні умови для росту дерев, які виростають до 30 м заввишки і вище. У лісах Хальмахери зустрічаються товстостовбурові ліани, ротангові пальми (Calamus spp.) завдовжки до 130 м та різноманітні епіфіти.
Ендеміками островів екорегіону є духмяні мускатники (Myristica fragrans) та запашні гвоздики (Syzygium aromaticum), які є джерелом мускатних горіхів, мускатного цвіту та гвоздики. Завдяки цим рослинам Молуккські острови були широко відомі в давнину як Острови Прянощів. Наразі мускатники та гвоздики активно культивуються на островах регіону та в інших частинах світу.
Найбільш розкішні дощові ліси зустрічаються на північному заході Моротаї та на півночі Хальмахери, де випадає найбільш опадів, на відміну від Південного півострова Хальмахери, який лежить у дощовій тіні Північної Хальмахери та Бачана. У районах, де переважають ультраосновні серпентінові ґрунти, зустрічаються характерні невисокі чагарникові угруповання, які включають ендемічну хальмахерську пальму (Jailoloa halmaherensis).

## Фауна
В межах екорегіону зустрічається 38 видів ссавців. Ендеміками екорегіону є ошатні кускуси (Phalanger ornatus), кускуси Ротшильда (Phalanger rothschildi), гебейські кускуси (Phalanger alexandrae) та блакитноокі кускуси (Phalanger matabiru) — невеликі сумчасті тварини, що ведуть деревний спосіб життя та демонструють фауністичний зв'язок з Австралазією, а також хальмахерські пацюки (Rattus morotaiensis), обійські мозаїкохвості щури (Melomys obiensis), колючі хальмахеромиші (Halmaheramys bokimekot), хальмахеромиші Воллеса (Halmaheramys wallacei), північномолуккські крилани (Pteropus caniceps), молуккські маскові крилани (Pteropus personatus) та хальмахерські квіткові крилани (Syconycteris carolinae). Серед інших ссавців, що зустрічаються на Північних Молуккських островах, слід відзначити цукрових сумчастих летяг (Petaurus breviceps), майже ендемічних молуккських криланів (Pteropus chrysoproctus) та хальмахерських голоспинних криланів (Dobsonia crenulata), а також низку інших кажанів і криланів.
Орнітофауна екорегіону нараховує 223 види птахів. Ендеміками регіону є тогіанські голуби (Turacoena manadensis), жовточереві тілопо (Ptilinopus bernsteinii), сіроголові тілопо (Ptilinopus hyogastrus), молуцькі пінони (Ducula basilica), білокрилі коукали (Centropus goliath), молуцькі еготело (Aegotheles crinifrons), молуцькі салангани (Aerodramus infuscatus), молуцькі яструби (Accipiter henicogrammus), гальмагерські сови-голконоги (Ninox hypogramma), лазурові альціони (Todiramphus diops), молуцькі широкороти (Eurystomus azureus), білі какаду (Cacatua alba), жовтоплечі лорі (Lorius garrulus), молуцькі кориліси (Loriculus amabilis), північномолуцькі піти (Erythropitta rufiventris), піти-велетні (Pitta maxima), гілолойські медівники (Melitograis gilolensis), червоночереві оругеро (Lalage aurea), молуцькі свистуни (Pachycephala mentalis), гілолойські віялохвістки (Rhipidura torrida), бурокрилі дивоптахи (Lycocorax pyrrhopterus), вимпельники (Semioptera wallacii), молуцькі ворони (Corvus validus) та гальмагерські квіткоїди (Dicaeum schistaceiceps). Гальмагерські пастушки (Habroptila wallacii), молуцькі альціони (Todiramphus funebris), гальмагерійські шикачики (Edolisoma parvulum) та гальмагерські вивільги (Oriolus phaeochromus) зустрічаються виключно на острові Хальмахера, молуцькі тілопо (Ptilinopus granulifrons), молуцькі слукви (Scolopax rochussenii) та обійські дивоптахи (Lycocorax obiensis) є ендеміками островів Обі, моротайські медівники (Philemon fuscicapillus) та моротайські окулярники (Zosterops dehaani) — острова Моротаї, а бачанські медовички (Myzomela batjanensis) — острова Бачан.
Серед майже ендемічних представників екорегіону, які також зустрічаються на сусідніх островах Малайського архіпелагу, слід відзначити молуцьких великоногів (Eulipoa wallacei), папуанських пінонів (Ducula perspicillata), рожевоголових пінонів (Ducula rosacea), молуцьких кукавок (Cacomantis aeruginosus), молуцьких зозуль-дронго (Surniculus musschenbroeki), рудошиїх яструбів (Accipiter erythrauchen), молуцьких боривітрів (Falco moluccensis), серамських сплюшок (Otus magicus), новогвінейських рибалочок-крихіток (Ceyx lepidus), молуцьких алістерів (Alisterus amboinensis), фіолетовошиїх лорі (Eos squamata), оливкових медовців (Lichmera argentauris), молуцьких шикачиків (Coracina atriceps), блідих шикачиків (Edolisoma ceramense), берегових свистунів (Pachycephala phaionota), білокрилих монархів (Carterornis pileatus), молуцьких міагр (Myiagra galeata), північних оливників (Hypsipetes longirostris), молуцьких шпаків-малюків (Aplonis mysolensis) та молуцьких муній (Lonchura molucca)
Герпетофауна регіону також включає низку ендемічних видів, зокрема хальмахерського пітона (Simalia tracyae), бірюзового варана (Varanus caerulivirens) та ящірку-вітрильника Вебера (Hydrosaurus weberi). Серед інших ендеміків екорегіону слід відзначити велетенську бджолу Воллеса (Megachile pluto) — найбільшу бджолу світу, яка досягає 4 см завдовжки.

## Збереження
Багаті вулканічні ґрунти Тернате, Тідоре та прилеглих островів століттями активно використовувалися у вирощуванні гвоздики та інших прянощів. З 1920-х по 1970-ті роки комерційна вирубка лісів призвела до скорочення площі лісів на Хальмахері та Моротаї. Тим не менш, близько 80 % первинних лісів регіону залишаються незайманими. Основними загрозами для збереження природи регіону є вирубка лісів, видобування корисних копалин, а також полювання та вилов деяких видів тварин.
Оцінка 2017 року показала, що 2052 км², або 8 % екорегіону, є заповідними територіями. Природоохоронні території включають: Національний парк Акетаджаве-Лолобата, Природний заповідник острова Обі, Природний заповідник гори Гамконора та Природний заповідник гори Сібела.